# Хелена Шведская (королева Дании)
Хелена или Элин Шведская (швед. Helena, Elin; род. 1130-е гг. ― fl. 1158 год) ― условное имя шведской принцессы и королевы Дании, супруги Кнуда V. Дата её рождения неизвестна. Её отцом был король Швеции Сверкер I, а матерью считается первая жена Сверкера, королева Ульфхильда Хаконсдоттер.

## Личность
В период между 1146 и 1157 гг. датское королевство было разделено между двумя претендентами на престол: ими были Кнуд V и Свен III. В 1154 году Кнуд заключил союз со своим родственником Вальдемаром Великим и искал поддержки у своего отчима Сверкера I. Он вступил в помолвку с дочерью Сверкера, а Вальдемар ― с падчерицей Сверкера Софией Минской. Имя невесты Кнуда не упоминается в хрониках. Однако, по мнению современных исследователей, её звали Хелена или Элин. Основанием для такого заключения являются данные Necrologium Lundense, которые упоминает Елену Регину, которая скончалась 31 декабря. Поскольку никакая другая датская королева с таким же именем неизвестна, скорее всего, речь здесь идёт о дочери Сверкера. Согласно другой гипотезе, на самом деле в манускрипте упоминалась полу-легендарная Елена, которая неофициально почиталась как святая в Швеции и, судя по всему, в Дании.

## Королева Дании
В конце 1156 года Кнуд V совершил поездку в Швецию, чтобы утешить свою мать после убийства короля Сверкера. В то же время о обвенчался со своей шведской невестой. Таким образом, невеста оставила Швецию и стала датской королевой, дальнейшая жизнь которой оказалась недолгой и трагичной. В 1157 году Кнуд и Вальдемар принял участие в празднике примирения в Роскилле со Свеном III. Во время застолья воины Свена напали на двух его соперников и Кнуд был убит, в то время как Вальдемар успел скрыться. Свен был убит в том же году. Королева же возвратилась в Швецию. Копия средневекового списка пожертвований, сделанная в XVI веке, говорит о том, что королева Хелена пожертвовала землю приходу Слака при аббатстве Врета в Эстергётланде, а затем была принята монахиней в аббатство. Исходя из этого, некоторые историки предполагают, что супруга Кнуда покинула мирскую жизнь вскоре после того, как её мужа убили, и примерно в 1158 году присоединилась к своей сестре Ингегерд (ум. 1204), которая была настоятельницей во Врете.